# Taj el moulouk
 (signalé en mai 2025).
Si vous disposez d'ouvrages ou d'articles de référence ou si vous connaissez des sites web de qualité traitant du thème abordé ici, merci de compléter l'article en donnant les références utiles à sa vérifiabilité et en les liant à la section « Notes et références ».
- Archive Wikiwix
- Bing
- Cairn
- DuckDuckGo
- E. Universalis
- Gallica
- Google
- G. Books
- G. News
- G. Scholar
- Persée
- Qwant
- (zh) Baidu
- (ru) Yandex
- (wd) trouver des œuvres sur Wikidata

Le taj el moulouk est une pâtisserie algérienne. C'est une réalisation à base de pâte sablée, fourrée aux fruits secs puis trempée dans un sirop de miel parfumé soit à la cannelle, au citron, à l'eau de fleur d'oranger, à l'eau de rose ou encore la vanille ce qui le rend savoureux en bouche. Cette pâtisserie requiert de la patience et de la dextérité pour être parfaitement réalisée[réf. nécessaire].

## Origine et étymologie
Cette pâtisserie est un héritage du royaume d'Alger d'où sa forme et son nom : taj el moulouk signifiant « la couronne du sultan » en arabe[réf. nécessaire].